# Diplocolenus penthopittus
Diplocolenus penthopittus är en insektsart. Diplocolenus penthopittus ingår i släktet Diplocolenus och familjen dvärgstritar.

## Underarter
Arten delas in i följande underarter:
- D. p. humidus
- D. p. unicolor
- D. p. typicus